# Schwedenbombe

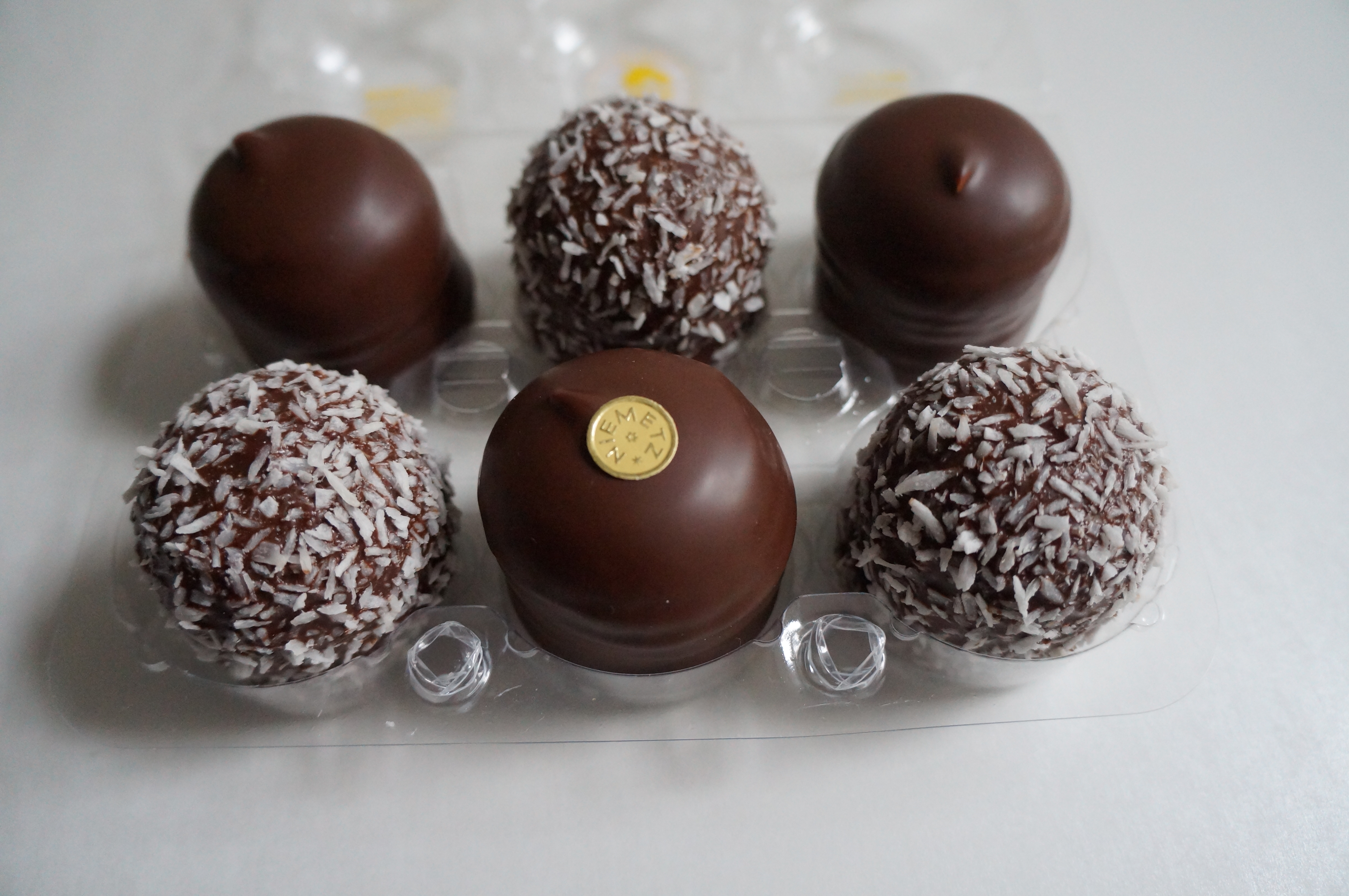
Contenu d'une boîte de bombes suédoises

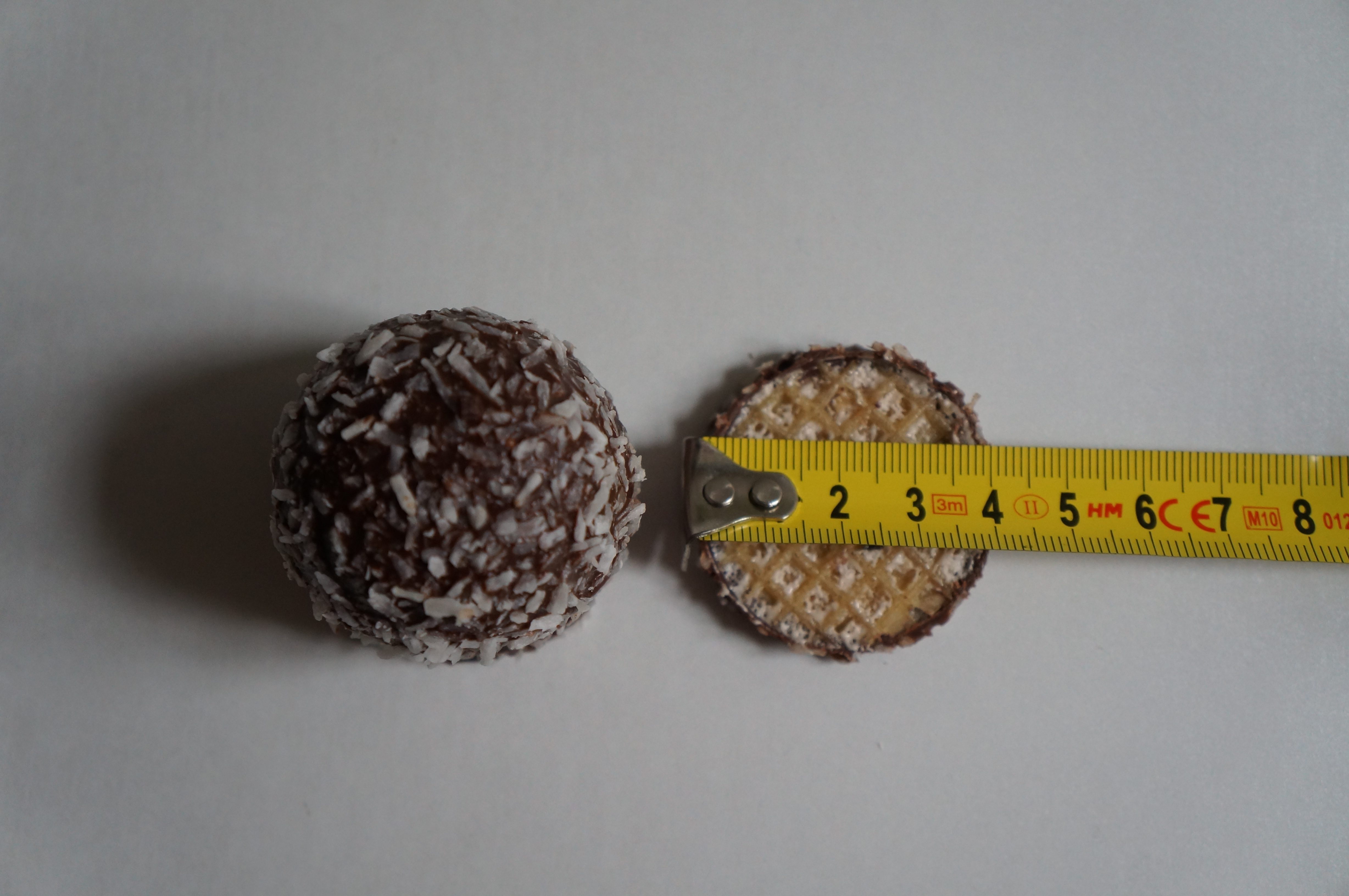
Diamètre

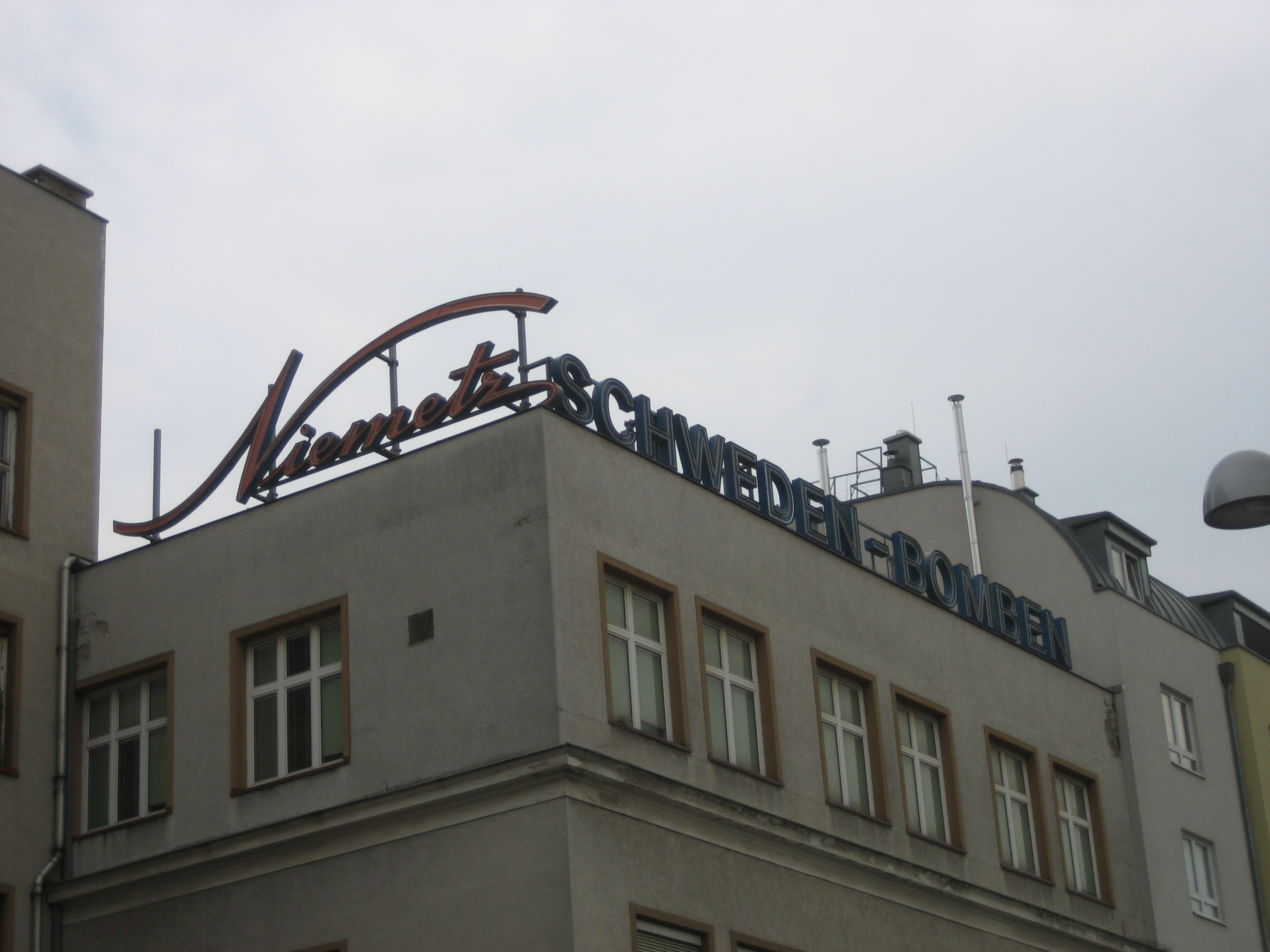
Inscription sur un bâtiment de la rue Aspangstraße à Vienne

La Schwedenbombe (traduction littérale « bombe suédoise ») est une tête au chocolat commercialisée par l'entreprise autrichienne Niemetz.

## Histoire
La bombe suédoise fut créée en 1930 par Walter Niemetz. La confiserie fut baptisée en l'honneur d'un de ses amis suédois, qui a participé au développement de la bombe suédoise. Le nom « Schwedenbombe » fut enregistré comme marque protégée par Niemetz en 1934. Le conditionnement typique en boîte de six confiseries fut également protégé en 1969. Sur les premières bombes suédoises furent déposées manuellement des plaquettes dorées en papier. Cette pratique fut abandonnée dans les années 1950 pour des raisons financières. En 2010 fut développée la mini Schwedenbombe, dénommée Bombini. Sa production fut rapidement arrêtée, car le bailleur supprima les machines lors des difficultés financières du groupe.

## Fabrication
La bombe suédoise est produite depuis les années 1930 dans le troisième arrondissement de Vienne d'après la recette originale. La guimauve est injectée sur un fond en gaufre par une machine, puis recouverte d'un glaçage en chocolat. Depuis la création de la bombe suédoise, ni la recette, ni le fabricant des machines n'ont été changés[réf. nécessaire].
Depuis septembre 2015, une des deux lignes de production est installée au nouvel emplacement de l'entreprise à Wiener Neudorf. L'ensemble de la production doit être déménagé en Basse-Autriche à la fin de 2015.

## Composition
La bombe suédoise contient un fond en gaufre d'un diamètre de 4 cm. La guimauve est de forme cylindrique avec une tête arrondie. Le glaçage est composé uniquement d'un chocolat au lait clair. Les bombes suédoises sont produites avec ou sans noix de coco râpée.
| Caractéristiques              | Quantité         |
| ----------------------------- | ---------------- |
| Poids avec noix de coco râpée | 18,75 g          |
| Poids sans noix de coco       | 18,125 g         |
| Diamètre                      | 4 cm             |
| Hauteur                       | 4,6 cm           |
| Énergie                       | 290 kJ (70 kcal) |

La bombe suédoise contient les ingrédients suivants :
- blanc d'œuf ;
- sirop de glucose ;
- sucre ;
- noix de coco râpée ;
- graisse végétale ;
- farine de blé ;
- farine de soja ;
- cacao dégraissé ;
- sirop de sucre caramélisé ;
- agent gélifiant : agar-agar ;
- poudre de jaune d'œuf ;
- lait écrémé en poudre ;
- émulsifiant : lécithine de soja ;
- arome de vanille.

## Disputes juridiques
La bombe suédoise possède en Autriche un degré de reconnaissance de 94 % et une part de marché de 80 %. Des produits similaires ont été mis sur le marché afin de profiter du succès de la bombe suédoise. Cela a conduit à des disputes juridiques entre le détenteur de la marque de l'époque, la société Walter Niemetz Süßwarenfabrik - Fabrikation von Zucker-, Schokolade-, Konditorei- und Dauerbackwaren GmbH & Co KG, et ses concurrents.

## Anecdotes
Le gagnant suédois du Concours Eurovision de la chanson 2015, Måns Zelmerlöw, s'est lui-même désigné de « bombe suédoise » après sa victoire, en référence à la popularité de cette confiserie.